# Wysyrka
Wysyrka (ukrainisch Визирка; russisch Визирка/Wisirka) ist ein Dorf im Süden der Ukraine, etwa 36 Kilometer nordöstlich der Oblasthauptstadt Odessa am Malyj Adschalyk-Liman (Малий Аджалицький лиман) gelegen.

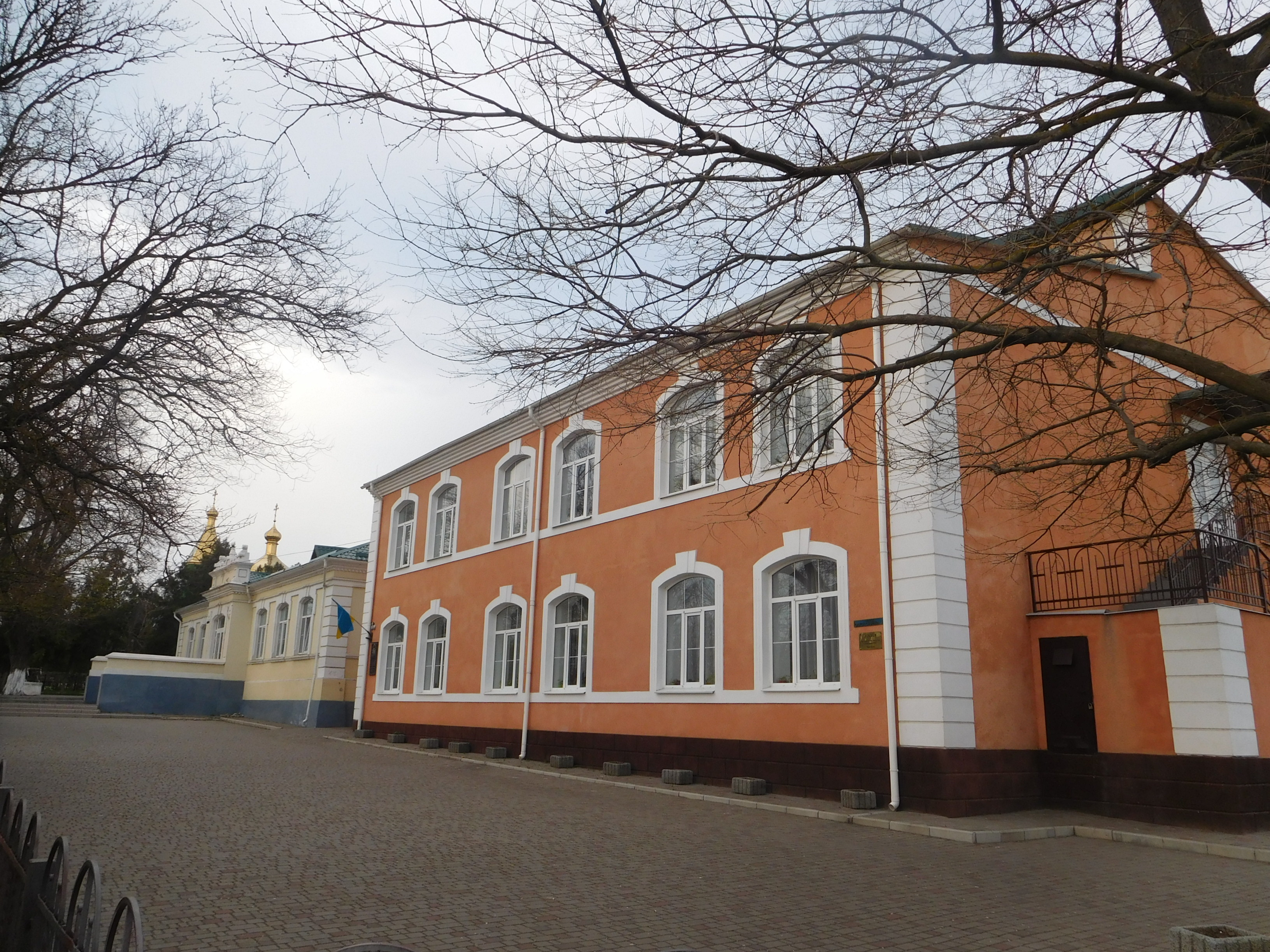
Blick auf Schulgebäude im Ort

Der Ort wurde offiziell 1884 gegründet, bestand aber schon vorher als Kosakensiedlung.

## Verwaltungsgliederung
Am 8. August 2018 wurde das Dorf zum Zentrum der neugegründeten Landgemeinde Wysyrka (Визирська сільська громада/Wysyrska silska hromada). Zu dieser zählten auch noch die 10 Dörfer Kinne, Ljubopil, Mischtschanka, Nowa Wilschanka, Perschotrawnewe, Port, Ranschewe, Sorja Truda, Stepaniwka und Woroniwka, bis dahin bildete es zusammen mit dem Dorf Woroniwka die gleichnamige Landratsgemeinde Wysyrka (Визирська сільська рада/Wysyrska silska rada) im Süden des Rajons Lyman.
Am 12. Juni 2020 kamen noch die 8 Dörfer Butiwka, Dmytriwka, Kalyniwka, Kordon, Marjaniwka, Pschonjanowe, Schyroke und Tylihulske zum Gemeindegebiet.
Seit dem 17. Juli 2020 ist es ein Teil des Rajons Odessa.
Folgende Orte sind neben dem Hauptort Wysyrka Teil der Gemeinde:
| Name                     | Name           | Name                               |
| ukrainisch transkribiert | ukrainisch     | russisch                           |
| ------------------------ | -------------- | ---------------------------------- |
| Butiwka                  | Бутівка        | Бутовка (Butowka)                  |
| Dmytriwka                | Дмитрівка      | Дмитровка (Dmitrowka)              |
| Kalyniwka                | Калинівка      | Калиновка (Kalinowka)              |
| Kinne                    | Кінне          | Конное (Konnoje)                   |
| Kordon                   | Кордон         | Кордон                             |
| Ljubopil                 | Любопіль       | Любополь (Ljubopol)                |
| Marjaniwka               | Мар'янівка     | Марьяновка (Marjanowka)            |
| Mischtschanka            | Міщанка        | Мещанка (Meschtschanka)            |
| Nowa Wilschanka          | Нова Вільшанка | Новая Ольшанка (Nowaja Olschanka)  |
| Perschotrawnewe          | Першотравневе  | Першотравневое (Perschotrawnewoje) |
| Port                     | Порт           | Порт                               |
| Pschonjanowe             | Пшонянове      | Пшеняново (Pschenjanowo)           |
| Ranschewe                | Ранжеве        | Ранжево (Ranschewo)                |
| Schyroke                 | Широке         | Широкое (Schirokoje)               |
| Sorja Truda              | Зоря Труда     | Заря Труда (Sarja Truda)           |
| Stepaniwka               | Степанівка     | Степановка (Stepanowka)            |
| Tylihulske               | Тилігульське   | Тилигульское (Tiligulskoje)        |
| Woroniwka                | Воронівка      | Вороновка (Woronowka)              |